# Heradida
Heradida là một chi nhện trong họ Zodariidae.

## Các loài
Các loài trong chi này gồm:
- Heradida bicincta Simon, 1910
- Heradida extima Jocqué, 1987
- Heradida griffinae Jocqué, 1987
- Heradida loricata Simon, 1893 *
- Heradida speculigera Jocqué, 1987
- Heradida xerampelina Benoit, 1974